# Stendhal
Marie-Henri Beyle Stendhal (Grenoble, 23. siječnja 1783. – Pariz, 23. ožujka 1842.), francuski romanopisac i pripovjedač, jedan od književnih velikana prve polovice 19. stoljeća.

## Život
Marie Henri Beyle rodio se u Grenobleu kao potomak imućne buržoaske obitelji. Još kao dijete ostao je bez majke i nije podnosio konzervativnog oca ni odgojitelja patera Raillanea kao ni pospani ambijent rodnog Grenoblea. Iz animoziteta prema ocu simpatizira jakobince. U ranoj mladosti raskida s Crkvom i religijom i okreće se enciklopedistima i Shakespeareu. 
Godine 1799. Stendhal odlazi u Pariz s namjerom da studira na Politehničkoj školi, ali na nagovor rođaka zapošljava se u Ministarstvu rata, u intendanturi (1800.). Nakon dugogodišnjeg boravka u Italiji daje ostavku na službu, živi nesređeno, mijenja ljubavnice (glumicu Melany Guilbert slijedi u Marseille) i uzalud pokušava napraviti karijeru u trgovini. 
Godine 1806. reaktivira se i kao časnik Napoleonove vojske kreće u Njemačku gdje izbliza prati Bonapartine uspjehe (bitka kod Jene, trijumfalni ulazak u Berlin). Tri godine kasnije (1809.) boravi u Austriji (Beč, Linz), a sljedeće je imenovan auditorom u Državnom vijeću. Dvije godine kasnije (1812.) polazi s Velikom Armijom u Rusiju. Poslije Napoleonova pada i povratka Burbona, svjestan da poniženje čeka svakog bonapartistu, sklanja se (1814.) u Milano.
U Italiji je našao svoju novu i pravu domovinu, koju je strastveno zavolio još za prvog boravka. Godine provedene u Milanu (1814. – 1821.) smatra najsretnijim razdobljem svog života. Iz Milana ga je protjerala austrijska policija pod sumnjom da šuruje s karbonarima te se 1821. godine vraća u Pariz. Poslije Srpanjske revolucije imenovan je konzulom u Trstu (1830.), a malo zatim konzulom u Civitavecchiji (1831. – 1841.). Prije smrti zatražio je da mu na grob uklešu riječi: "Arrigo Beyle milanese".

## Književni rad i životna filozofija
Listajući stare talijanske kronike Stendhal nalazi motive za niz svojih novela u kojima slika strasti srednjeg vijeka i neobuzdana ludovanja renesansne Italije. Godine 1838. objavljuje Mémoires d'un touriste, a 1839. svoj drugi veliki roman La Chartreuse de Parme (Parmski kartuzijanski samostan) u kojemu se našlo mjesta za sve ono što je Stendhala najviše zanosilo: Napoleon, kult energije, ljubav, Italija, okus avanture. 
U tišini Civitavecchije koncipirao je mnoga djela koja zbog svoje nagle smrti nije uspio dovršiti. Za sobom je ostavio mnoštvo skica, dovršenih poglavlja i intimnih bilježaka koje su bile spremne za tisak ali su ipak ostale zaključane u ladici. Njegova postumno objavljenja djela tvore pravu malu biblioteku: La Vie de Napoléon (Napoleonov život); Lucien Leuwen; Le Rouge et le Noir (Crveno i crno, 1830.); Laniel; Les Nouvelles inédites (Neobjavljene pripovijetke); La Vie de Henri Brulard (Život Henrija Brularda); Les Souvenirs d'égotisme (Egoistične uspomene); dnevnik; pisma; Letters a Pauline (pisma sestri); Le Journal d'Italie (Talijanski dnevnik). 
Fanatičan obožavalac energije i uspjeha pod svaku cijenu, što ga je i privuklo Napoleonu, Stendhal je pod utjecajem francuske materijalističke filozofije XVIII. stoljeća i svog životnog iskustva razvijao u svojim djelima teoriju da je sav ljudski život samo "lov za srećom", te nije važno hoće li čovjek tu sreću postići pridržavajući se moralnih ili etičkih normi ili ne, glavno je da je postigne (tzv. belizam). Smatrao je kako opisivati život znači zapravo upisivati sredstva koja ljudi izabiru da bi tu svoju sreću dosegli. 
Takav stav zastupaju glavni junaci njegovih romana Julien Sorel i Fabrice del Dongo i glavni likovi iz Talijanskih kronika (Chroniques italiennes, 1855.), zbirke novela u kojoj je, na temelju starih spisa, oživio strasti srednjeg vijeka i renesanse. To su redovito odvažne i ambiciozne osobe koje na mlako životarenje gledaju s prezirom. Igraju opasnu igru na sve ili ništa - ili će se probiti do vrha ili će u toj borbi biti dotučeni. 
Umjetnička snaga Stendhalovih romana ne leži međutim u razvijanju njegove životne filozofije, koliko god ona bila interesantna, kao ni u zanimljivosti romantičarske fabule koju pritom razvija, već u realističkim opisima sredine i produbljenoj psihološkoj analizi likova, kojom razotkriva i najskrivenije pobude ljudskih postupaka.
Izvanredan analitičar i majstor jednostavnog, sažetog izraza, Stendhal nije stekao slavu niti je bio pravilno shvaćen u doba romantizma, kojemu pripada samo vremenski, već, kako je i sam proricao, tek 50 godina kasnije. Njegov superiorni čovjek prethodi Nietzscheovu natčovjeku.

## Djela
- "Crveno i crno" (1830.)
- "Parmski kartuzijanski samostan" (1839.)
- "Talijanske kronike" (1855.)